# The Agonist
The Agonist je kanadski melodični death metal/metalcore sastav iz Montreala.

## Povijest sastava
Osnovan je 2004. godine pod imenom The Tempest, no sadašnje ime uzimaju 2007. nakon potpisa za izdavačku kuću Century Media. Iste godine objavljuju prvi studijski album Once Only Imagined te snimaju videspot za pjesmu "Business Suits and Combat Boots" i kreću na turneju na kojoj su nastupali sa sastavima God Forbid, Arsis, The Faceless, Sonata Arctica, Overkill, Epica, Visions of Atlantis i Enslaved. Svojim drugim albumom Lullabies for the Dormant Mind, objavljenom 2009. godine, stekli su veću popularnost, ponajviše zahvaljujući singlu i spotu "Thank You, Pain". Na promotivnoj turneji po prvi put su nastupali u Južnoj Americi, Kini, Japanu te Europi. Nakon EP-a The Escape iz 2011., u lipnju 2012. objavili su svoj najnoviji studijski album Prisoners. U ožujku 2014. objavljeno je da Allisa White-Gluz napušta sastav kako bi se pridružila Arch Enemyju, a na njeno mjesto dolazi Vicky Psarakis.
Časopis Revolver je par puta pjevačicu Allisu White-Gluz uvrstio među "najzgodnije žene u metalu".

## Stil
Sastav je prepoznatljiv po sposobnosti Alisse White-Gluz da otpjeva "čiste" i death growl vokale, te gitaristu Dannyju Marinu koji koristi dvije ili više preklapajuće melodije te neuobičajene akorde koji često uključuju široke intervale i zamijenjene oktave. Česte teme njihovih pjesama su moralne brige kao što su prava životinja, socijalne dileme i stanje svijeta.

## Članovi sastava
Trenutačna postava
- Vicky Psarakis- glavni vokali (2014.–)
- Danny Marino - gitara (2004.–)
- Pascal "Paco" Jobin - gitara (2010.–)
- Chris Kells - bas-gitara, prateći vokal (2004.–)
- Simon McKay - bubnjevi, udaraljke (2007.–)

Bivši članovi
- Andrew Tapley - gitara (2007. – 2008.)
- Chris Adolph - gitara (2009.)
- Alissa White-Gluz - vokali (2004. – 2014.)

## Diskografija
Studijski albumi
- Once Only Imagined (2007.)
- Lullabies for the Dormant Mind (2009.)
- Prisoners (2012.)
- Eye of Providence (2015.)
- Five (2016.)

## Vanjske poveznice
- Službena Facebook stranica